# Takehiko Fukunaga
Takehiko Fukunaga (福永 武彦, Fukunaga Takehiko), né le 19 mars 1918 dans la préfecture de Fukuoka et mort le 13 août 1979 , est un poète, traducteur et romancier japonais.

## Biographie
Fukunaga étudie la littérature française et traduit des œuvres de Jean-Paul Sartre et Charles Baudelaire (Les Fleurs du mal, Le Spleen de Paris). Il est l'auteur d'une étude sur le peintre Paul Gauguin (Gōgyan no sekai).
Avec les romans Fūdo (« Terre natale », 1951), Bōkyaku no kawa (« Le fleuve des souvenirs perdus », 1964), Shi no shima (« L'Île de la mort », 1969-71) il est un des romanciers les plus connus du Japon dans les années 1950-1960. Il écrit par ailleurs des romans policiers sous le pseudonyme Reitarō Kada (加田 伶太郎, Kada Reitarō) et des romans de science-fiction sous le nom Gaku Funada (船田 学, Funada Gaku).
Atteint de tuberculose, Fukunaga passe une grande partie de sa vie dans des sanatoriums. Lui et la poétesse Akiko Harajō sont les parents de l'écrivain Ikezawa Natsuki, lui-même père de l'actrice de doublage Haruna Ikezawa.